# Municipio de Tiverton
El municipio de Tiverton (en inglés: Tiverton Township) es un municipio ubicado en el condado de Coshocton en el estado estadounidense de Ohio. En el año 2010 tenía una población de 449 habitantes y una densidad poblacional de 6,62 personas por km².

## Geografía
El municipio de Tiverton se encuentra ubicado en las coordenadas 40°24′20″N 82°7′23″O / 40.40556, -82.12306. Según la Oficina del Censo de los Estados Unidos, el municipio tiene una superficie total de 67.86 km², de la cual 67,82 km² corresponden a tierra firme y (0,07 %) 0,05 km² es agua.

## Demografía
Según el censo de 2010, había 449 personas residiendo en el municipio de Tiverton. La densidad de población era de 6,62 hab./km². De los 449 habitantes, el municipio de Tiverton estaba compuesto por el 95,99 % blancos, el 0,22 % eran amerindios, el 0,22 % eran asiáticos y el 3,56 % eran de una mezcla de razas. Del total de la población el 0 % eran hispanos o latinos de cualquier raza.